# À la folie (téléfilm)
Pour les articles homonymes, voir À la folie.
À la folie est un téléfilm français réalisé par Andréa Bescond et Eric Métayer et diffusé le 6 septembre 2022 sur M6.

## Synopsis
Au cours d'un après-midi entre amis, Anna poignarde soudainement son compagnon Damien au cou. Lors de l'enquête, l'inspecteur Labidi, qui doute du portrait idéal que dressent les proches de Damien, cherche à établir le portrait d'Anna et à comprendre sa relation avec Damien. Il apparaît peu à peu qu'Anna était sous l'emprise de Damien, pervers narcissique manipulateur qui l'a savamment privée de ses amis, son travail et son fils.

## Fiche technique
- Réalisation : Andréa Bescond, Eric Métayer
- Scénario : Eléonore Bauer, Guillaume Labbé
- Production : Adrien Labastire, Julie Coudry
- Musique : Clément Ducol
- Image : Emmanuel Soyer
- Montage : Aïn Varet
- Décoration : Eric Barboza
- Costumes : Isabelle Pannetier
- Maquillage : Cécile Pellerin
- Coiffure : Myriam Roger
- Son : Jean-Paul Bernard
- Durée : 100 minutes
- Pays :  France

## Distribution
- Marie Gillain : Anna Spitzer
- Alexis Michalik : Damien Joly
- Ahmed Sylla : Inspecteur Noé Labidi
- Nicole Ferroni : Maître Isabelle Benaya
- Andréa Bescond : Magalie
- Nicolas Martinez : Xavier
- Christophe Laubion : Bruno
- Hubert Delattre : le juge Torrealba
- Mathis Bour : Mathis
- Aurélie Konaté : Yasmine Djait
- Pascal Zelcer : proviseur
- Carla Estarque : Marcella
- Liza Edouard Sarah : Foubert
- Florence Monge : mère de Damien
- Stéphanie Bataille : Galeriste
- David Sollazzo : Steph

## Distinctions
- Festival de la fiction TV de La Rochelle 2021 :
  - Meilleur scénario
  - Meilleure interprétation féminine pour Marie Gillain